# アイ NEED YOU（FOR WONDERFUL STORY）
「アイ NEED YOU（FOR WONDERFUL STORY）」は、アイドルマスターシリーズ20周年記念楽曲。

## 概要
アイドルマスター20周年を記念して製作。2024年7月26日配信の 「アイドルマスター 特別生配信 19th→20th Special Party!!!!!!」にて発表された。作詞はmft（オノダヒロユキ）、作曲はバンダイナムコスタジオの中川浩二と小林啓樹、編曲は小林啓樹と、「アイ MUST GO！」の制作陣が再集結して製作された。
歌唱者はシリーズの各ブランド（765プロ、シンデレラガールズ、ミリオンライブ！、SideM、シャイニーカラーズ、学園アイドルマスター）を代表するキャラクター3名ずつ、合計18名によるものとなっている。ユニット名義は「THE IDOLM@STER BRILLIANT STARS」。合計7分間に及ぶ大作となっている。
2024年12月11日には同作を収録したシングルCDが発売。販売形態は各ブランドごと合計6種類が同時発売され、CDには18名全員によるバージョン・各ブランドに所属する3名ずつによるバージョン・ソロリミックス各3種が収録される。765PRO ALLSTARS盤・シンデレラガールズ盤は日本コロムビアから、ミリオンライブ！盤・SideM盤・シャイニーカラーズ盤はランティスから、学園アイドルマスター盤はASOBINOTESから発売される。

## 収録曲

### 765PRO ALLSTARS盤
1. アイ NEED YOU（FOR WONDERFUL STORY）
歌：THE IDOLM@STER BRILLIANT STARS
作詞：mft（オノダヒロユキ）、作曲：中川浩二（Bandai Namco Studios Inc.）・小林啓樹、編曲：小林啓樹
2. アイ NEED YOU（FOR WONDERFUL STORY） オリジナル・カラオケ
3. アイ NEED YOU（FOR WONDERFUL STORY） -765PRO ALLSTARS バージョン-
歌：765PRO ALLSTARS（天海春香、如月千早、星井美希）
4. アイ NEED YOU（FOR WONDERFUL STORY） 天海春香ソロ・リミックス
歌：天海春香
5. アイ NEED YOU（FOR WONDERFUL STORY） 如月千早ソロ・リミックス
歌：如月千早
6. アイ NEED YOU（FOR WONDERFUL STORY） 星井美希ソロ・リミックス
歌：星井美希

### シンデレラガールズ盤
1. アイ NEED YOU（FOR WONDERFUL STORY）
歌：THE IDOLM@STER BRILLIANT STARS
2. アイ NEED YOU（FOR WONDERFUL STORY） オリジナル・カラオケ
3. アイ NEED YOU（FOR WONDERFUL STORY） -シンデレラガールズ バージョン-
歌：CINDERELLA GIRLS（島村卯月、渋谷凛、本田未央）
4. アイ NEED YOU（FOR WONDERFUL STORY） 島村卯月ソロ・リミックス
歌：島村卯月
5. アイ NEED YOU（FOR WONDERFUL STORY） 渋谷凛ソロ・リミックス
歌：渋谷凛
6. アイ NEED YOU（FOR WONDERFUL STORY） 本田未央ソロ・リミックス
歌：本田未央

### ミリオンライブ！盤
1. アイ NEED YOU（FOR WONDERFUL STORY）
歌：THE IDOLM@STER BRILLIANT STARS
2. アイ NEED YOU（FOR WONDERFUL STORY） オリジナル・カラオケ
3. アイ NEED YOU（FOR WONDERFUL STORY） ミリオンライブ！バージョン
歌：MILLIONSTARS（春日未来、最上静香、伊吹翼）
4. アイ NEED YOU（FOR WONDERFUL STORY） 春日未来ソロバージョン
歌：春日未来
5. アイ NEED YOU（FOR WONDERFUL STORY） 最上静香ソロバージョン
歌：最上静香
6. アイ NEED YOU（FOR WONDERFUL STORY） 伊吹翼ソロバージョン
歌：伊吹翼

### SideM盤
1. アイ NEED YOU（FOR WONDERFUL STORY）
歌：THE IDOLM@STER BRILLIANT STARS
2. アイ NEED YOU（FOR WONDERFUL STORY） オリジナル・カラオケ
3. アイ NEED YOU（FOR WONDERFUL STORY） SideM ver.
歌：SideM（天道輝、桜庭薫、柏木翼）
4. アイ NEED YOU（FOR WONDERFUL STORY） 天道輝 ソロver.
歌：天道輝
5. アイ NEED YOU（FOR WONDERFUL STORY） 桜庭薫 ソロver.
歌：桜庭薫
6. アイ NEED YOU（FOR WONDERFUL STORY） 柏木翼 ソロver.
歌：柏木翼

### シャイニーカラーズ盤
1. アイ NEED YOU（FOR WONDERFUL STORY）
歌：THE IDOLM@STER BRILLIANT STARS
2. アイ NEED YOU（FOR WONDERFUL STORY） オリジナル・カラオケ
3. アイ NEED YOU（FOR WONDERFUL STORY） シャイニーカラーズVer.
歌：シャイニーカラーズ（櫻木真乃、風野灯織、八宮めぐる）
4. アイ NEED YOU（FOR WONDERFUL STORY） 櫻木真乃Ver.
歌：櫻木真乃
5. アイ NEED YOU（FOR WONDERFUL STORY） 風野灯織Ver.
歌：風野灯織
6. アイ NEED YOU（FOR WONDERFUL STORY） 八宮めぐるVer.
歌：八宮めぐる

### 学園アイドルマスター盤
1. アイ NEED YOU（FOR WONDERFUL STORY）
歌：THE IDOLM@STER BRILLIANT STARS
2. アイ NEED YOU（FOR WONDERFUL STORY） オリジナル・カラオケ
3. アイ NEED YOU（FOR WONDERFUL STORY） 初星学園
歌：初星学園（花海咲季、月村手毬、藤田ことね）
4. アイ NEED YOU（FOR WONDERFUL STORY） 花海咲季Solo Ver.
歌：花海咲季
5. アイ NEED YOU（FOR WONDERFUL STORY） 月村手毬Solo Ver.
歌：月村手毬
6. アイ NEED YOU（FOR WONDERFUL STORY） 藤田ことねSolo Ver.
歌：藤田ことね

### ユニットメンバー
1. 1 2  天海春香（中村繪里子）、如月千早（今井麻美）、星井美希（長谷川明子）、島村卯月（大橋彩香）、渋谷凛（福原綾香）、本田未央（原紗友里）、春日未来（山崎はるか）、最上静香（田所あずさ）、伊吹翼（Machico）、天道輝（仲村宗悟）、桜庭薫（内田雄馬）、柏木翼（八代拓）、櫻木真乃（関根瞳）、風野灯織（近藤玲奈）、八宮めぐる（峯田茉優）、花海咲季（長月あおい）、月村手毬（小鹿なお）、藤田ことね（飯田ヒカル）